# Better Together
Better Together – piosenka Jacka Johnsona, pochodząca z jego wydanego w 2005 roku albumu In Between Dreams; jest pierwszym utworem na tej płycie. W styczniu 2006 roku została wydana jako ostatni singel z tego albumu.